# Prophecy Girl
Porphecy Girl (La chica de la profecía en España y Latinoamérica) es el duodécimo episodio, y el capítulo final, de la primera temporada de la serie de televisión estadounidense Buffy, la cazavampiros. Escrito y dirigido por Joss Whedon, creador y productor de la serie. Originalmente la serie solo iba a tener una temporada, pero la gran popularidad que ganó, hizo que la productora Twenty Century Fox le diera luz verde a la serie para más temporadas.

## Argumento
Xander (Nicholas Brendon) está practicando líneas con Willow (Alyson Hannigan) en el Bronze, queriéndole preguntar a Buffy (Sarah Michelle Gellar) si quiere acompañarle al baile. Esa misma noche Cordelia (Charisma Carpenter) está en su auto con su novio Kevin (Scot Gurney), mientras Buffy estaca a un vampiro cerca. Se puede sentir un terremoto en toda la ciudad, y El Maestro (Mark Metcalf) se prepara para su inevitable regreso a la superficie. 
A la mañana siguiente, Buffy se encuentra con Giles (Anthony Head) en la biblioteca, donde no se ha producido gran daño por el terremoto. Buffy explica que los vampiros están ganando en número, y que son más fuertes, pero Giles está distraído con sus pensamientos. Después de la clase de Biología, Willow encuentra una excusa para irse, dejando a Xander y a Buffy solos para que éste le pueda preguntar lo del baile. Buffy rechaza gentilmente a Xander, pero este se toma el rechazo de Buffy muy mal, y se va triste. 
La Señorita Calendar (Robia Scott) entra en el estudio de Giles en la biblioteca, diciéndole que ve augurios apocalípticos, queriendo saber qué es lo que está pasando. Ella le cuenta que el hermano Luca, un monje de Cartona, le está enviando mensajes sobre El elegido. Giles le dice que busque más información sobre esto, prometiéndole que le explicará todo más tarde. En el recibidor del instituto, Kevin y Willow prometen ayudar a Cordelia a preparar todo en el Bronze para el baile. Willow ve a un Xander triste, y le ofrece su simpatía. Cuando Xander le pregunta si quiere ir al baile con él, ella le rechaza por ser la segunda opción. 
Esa noche, cuando Buffy entra a la biblioteca, escucha a Giles decirle a Ángel (David Boreanaz) que las profecías dicen que ella se tendrá que enfrentar al Maestro y que morirá. Buffy, aterrorizada, renuncia a su deber como cazadora, arrojando la cruz que le regaló Angel al suelo. Vuelve a casa, e intenta convencer a su madre para que se vayan el fin de semana fuera. Joyce, por el contrario, le regala un vestido blanco para el baile, y le dice que vaya al mismo. 
Al día siguiente, en el instituto, Cordelia y Willow encuentran a un grupo de estudiantes muertos, masacrados por vampiros. Buffy, habiéndolo escuchado, se presenta en casa de Willow con el vestido. Buffy vuelve a la biblioteca, donde Giles le ha explicado a la Señorita Calendar que Buffy es la Cazadora. Buffy se readmite como Cazadora, noquea a Giles cuando intenta detenerla y va en busca del Maestro para matarlo. Fuera del instituto, Collin, el elegido la lleva a la guarida del Maestro. 
Willow y Xander aparecen en la biblioteca, donde se enteran de que Buffy ha ido en busca del Maestro. Xander se marcha, solo para aparecer en el apartamento de Ángel, donde fuerza a Ángel para que lo lleve a la guarida del Maestro. Xander y Angel se aproximan a la guarida, mientras el Maestro y Buffy pelean y se mofan el uno del otro. El Maestro le dice a Buffy que su sangre lo liberará, mientras bebe de ella y la deja ahogarse en un charco. En la biblioteca, Willow y la Señorita Calendar deciden que la Boca del Infierno está debajo del Bronze, y se marchan. Sin embargo, antes de irse, ven a un ejército de vampiros aproximándose a la biblioteca. Cordelia las rescata en su auto, y lo conduce justo hacia el interior de la biblioteca. Xander y Angel se acercan a Buffy, y Xander le hace una reanimación cardiopulmonar (ya que Ángel no puede hacerlo, porque los vampiros no respiran). Cuando Buffy recupera la consciencia, va hacia la superficie para matar al Maestro. Cordelia, Willow, Giles y Jenny luchan contra los vampiros que intentan entrar a la biblioteca, y justo cuando Giles se da cuenta de que la Boca del Infierno está justamente debajo de la biblioteca, una criatura con tentáculos sale directamente del suelo. Buffy lanza al Maestro dentro de la biblioteca, donde lo estaca contra una pieza de madera, donde se desintegra, dejando solamente su esqueleto, y el mundo vuelve a la normalidad. Buffy victoriosa y aliviada de derrotar al terrorífico vampiro se retira felizmente junto con sus amigos al baile del Bronze.

## Doblaje

### México
- Buffy : Yanely Sandoval
- Rupert Giles : Carlos Becerril
- Xander : Rafael Quijano
- Willow : Azucena Martínez
- Cordelia : Clemencia Larumbe
- Angel : Miguel Reza

### Voces Adicionales
- Gaby Ugarte
- Luis Daniel Ramírez
- Isabel Martiñon
- Erica Edwards
- Cristina Hernández

## Producción
Así se tradujo el nombre del capítulo en algunos idiomas: 
- (Nombre original del capítulo): Título Inglés: "Prophecy Girl" ("La chica de la profecía")
- Título Francés: "Le Manuscrit" ("El manuscrito")
- Título Italiano: "La profezia" ("La profecía").
- Título Alemán: "Das Ende der Welt" ("El fin del mundo").
- Título Japonés: "予言の少女" ("Yogen no Shojo"--"La chica de la profecía").